# Cour des Aides

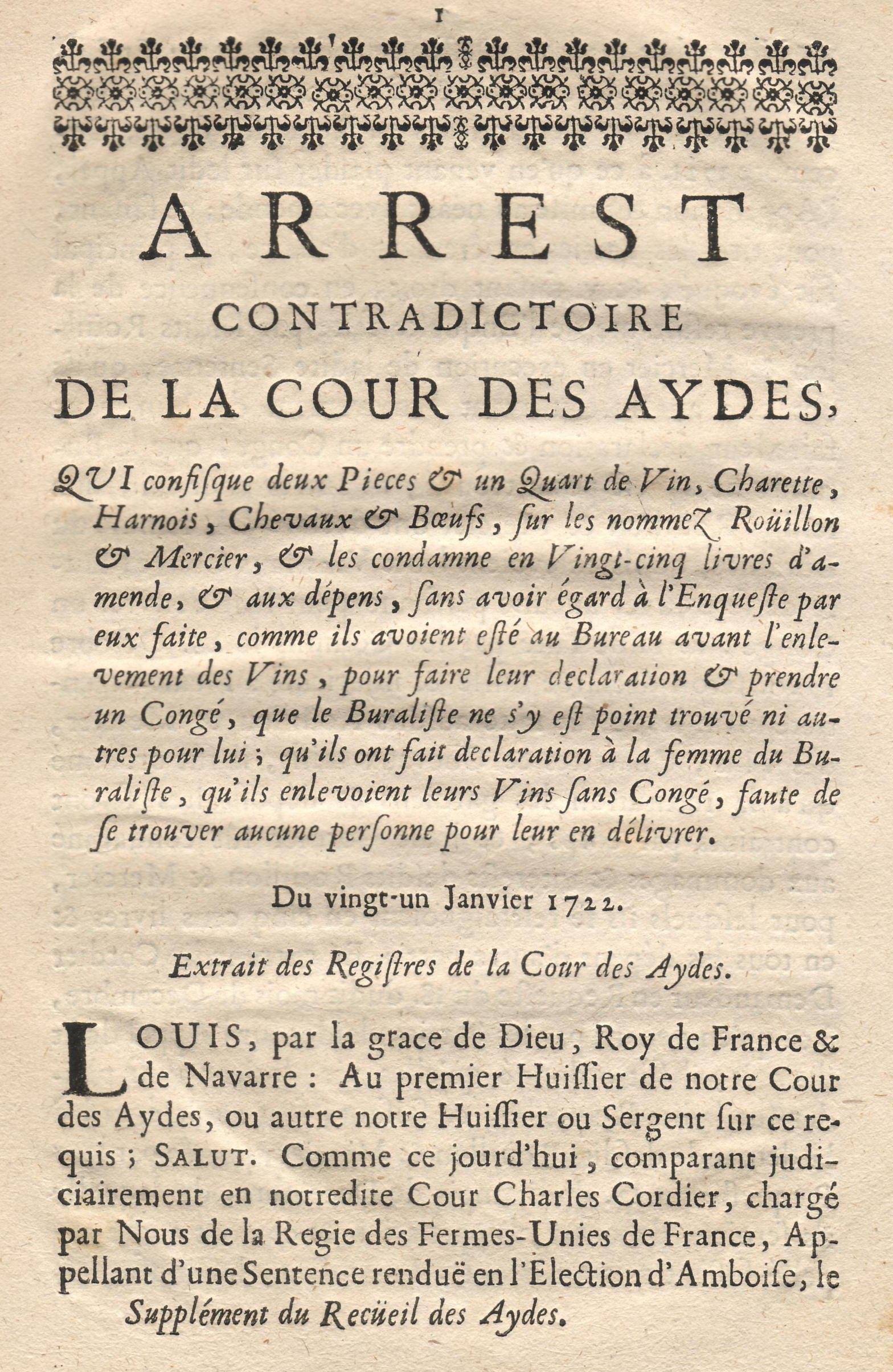
Urteil der Cour des Aides bezüglich einer Beurlaubung auf einem Weintransport nach Amboise (Ludwig XV.)

Die Cours des Aides (Plural; Singular Cour des Aides, fem.) waren im Frankreich des Ancien Régime souveräne Berufungsgerichte, die im 14. Jahrhundert zur Behandlung von Steuerstreitigkeiten eingerichtet wurden und mit Unterbrechungen bis 1791 in Paris und in den Provinzen bestanden.

## Geschichte

### Gründung im Jahr 1355
Die Cours des Aides waren Gerichte, die souverän über Fälle im Zusammenhang mit der Erhebung von Steuern zu urteilen hatten und aus den neun Superintendenten hervorgegangen sind, die 1355 von den Generalständen eingesetzt worden waren. Die Schaffung einer auf Steuerstreitigkeiten spezialisierten Gerichtsbarkeit erfolgte schrittweise und nicht ohne häufige Reue seitens der königlichen Behörden. Im Jahr 1370 wurde Jean de la Grange von König Karl V. zum Präsidenten der Cour des Aides ernannt; dies ist die erste bekannte Nachricht zu den „Généraux de la Justice des Aides“.

### Eine königliche Institution
Karl V. schaffte die Cour des Aides 1380 auf seinem Sterbebett wieder ab. Die Verordnung von Vernon Karls VI. übertrug 1389 drei Généraux die Rechtsstreitigkeiten über die Aides, während drei weitere Généraux die Einnahmen und Ausgaben der Aides beaufsichtigen sollten, bevor die beiden Funktionen im folgenden Jahr wieder zusammengelegt und einem Kollegium von vier Généraux übertragen wurden.
Die Cour des Aides überstand die englische Invasion und den Bürgerkrieg (1410–1419) nur mit Mühe, zumal die Ordonnance cabochienne von 1413 verlangte, dass die Personalstärke des Gerichtshofs auf den Stand von 1390 reduziert werden sollte, d. h. drei Généraux mit drei Conseillers. Die Cour des Aides in Paris hinterließ daraufhin zwischen 1416 und 1427 keine Spuren seiner Tätigkeit. Karl VII. richtete 1425, während seines Exils, eine zusätzliche Cour des Aides in Poitiers ein, die 1436 wieder mit der Cour des Aides in Paris zusammengelegt werden konnte. Ludwig XI. schaffte den Gerichtshof 1462 erneut ab und übertrug die Steuerstreitigkeiten den Maîtres des requêtes de l’hôtel. Diese waren mit der neuen Arbeit aber schnell überlastet, so dass bereits 1464 die Cour des Aides wieder eingerichtet wurde; sie fand ihre Räumlichkeiten im Palais de la Cité in der Nähe der Saint-Chapelle basse und der Chambre des comptes. Im Jahr 1477 wurde sie in die Chambres de la Reine über der Galerie aux Merciers umgesiedelt, wo sie bis zum Ende des Ancien Régime blieb.
Bis zum Ende des 17. Jahrhunderts gab es ein Register der Plädoyers seit 1373, das heute verschwunden ist.

### Erweiterte Zuständigkeiten
Die Cours des Aides urteilten in der Berufung über die Entscheidungen der erstinstanzlichen Sondergerichte, die auf Steuerangelegenheiten spezialisiert waren (Wahlen, Verträge, Salzspeicher, Finanzämter), mit einigen Ausnahmen insbesondere bei Forderungen und Schulden des Staates. Die jüngsten Steuern, die allein durch die Autorität des Königs festgelegt wurden (Capitation, Dixième, Vingtième), entgingen ihnen jedoch, was zu heftigen Vorwürfen ihrerseits führte, insbesondere durch die Cour des Aides in Montauban.
Die Cours des Aides urteilten auch über Steuerprivilegien, also insbesondere über die Gültigkeit von Adelstiteln. In Strafsachen urteilten sie über Verbrechen und Vergehen, die die Steuergesetze betrafen, sei es zur Unterdrückung des Schmuggels oder des Steuerhinterziehung bei den Bauern. Auf administrativer Ebene waren sie an der Verteilung der Taille beteiligt. Auf politischer Ebene überprüften sie die Steuer- und Finanzgesetze und hatten ein Remonstrationsrecht.
Der Zuständigkeitsbereich der Cour des Aides de Paris, der sich zunächst auf das gesamte Königreich erstreckte, wurde wie der des Parlement de Paris durch die Gründung neuer Gerichte in Montpellier (1437/1467), dann in Rouen (1454/1483/1493) und in anderen Provinzstädten beschnitten.

## Die Cour des Aides de Paris
Ende des 15. Jahrhunderts bestand die Cour des Aides de Paris aus einem Président, vier Généraux, drei Conseillers, einem Procureur général (Generalstaatsanwalt), einem Avocat du Roi, einem Huissier (Kanzleischreiber) und zwei Greffiers (Gerichtsdiener). Sie fällte Urteile in allen Angelegenheiten, die mit den außerordentlichen Finanzen zu tun hatten, also der Gabelle, den Aides auf Verkäufe und Konsum, der Jahrmarktsteuer und der Taille.
Die Offiziere der Cour des Aides de Paris erhielten 1645 den Adelstitel ersten Grades. Der Gerichtshof wurde am 22. Januar 1791 endgültig abgeschafft.
Streitigkeiten über die Vergabe von Ämtern in den Finanzen (für die außerordentlichen Finanzen), bei Bauernhöfen zu indirekte Abgaben und Steuerbefreiungen machten den größten Teil der vor ihr verhandelten Fälle aus.
Ab 1389 urteilte der Gerichtshof in letzter Instanz, sowohl in Zivil- als auch in Strafsachen, und der König bekräftigte immer wieder den souveränen Charakter ihrer Urteile gegenüber den Ansprüchen anderer Gerichte, insbesondere des Parlements.
Die Cour des Aides de Paris nahm auch aktiv an allen Protestbewegungen gegen den Absolutismus teil, während der Fronde, dann vor allem ab 1756 unter dem Vorsitz von Malesherbes und bis zu seiner Absetzung 1771 (Im November 1774 wurde er als Prémier Président de la Cour des Aides de Paris wieder eingesetzt).

## Die Cours des Aides in den Provinzen
Am Ende des Ancien Régime waren neun der dreizehn von der königlichen Macht in den Provinzen geschaffenen Cours des Aides in andere souveräne Gerichtshöfe integriert: die Gerichte von Aix, Montpellier und Rouen waren mit einer Chambre des comptes verbunden. Die Gerichte von Besançon, Grenoble, Metz, Pau, Rennes waren mit dem Parlament verbunden. Die Cour des Aides von Dijon war nacheinander mit der Chambre des comptes und dann mit dem Parlement verbunden. Die anderen vier waren eigenständig (Montferrand, Clermont-Ferrand, Bordeaux, Montauban), da es unklug erschien, sie mit Parlementen zu vereinen, die gegen die königliche Macht rebellierten.
Die jüngsten Gründungen waren die von Montferrand (1557), Bordeaux (1637) und Montauban (1661).
In einigen Provinzen (Flandern, Artois) gab es keine Cours des Aides, da hier Steuerstreitigkeiten in den Zuständigkeitsbereich der souveränen Gerichte des gemeinen Rechts fielen.

## Karten
- Jean-Baptiste Nolin, Carte de l'etendüe de la jurisdiction de la cour des aydes composée sur les Memoires de ladite compagnie dedié et présentée a Monsieur Bosc procureur general de la cour des Aydes (Karte), Paris, 1709 (gallica.bnf.fr)
- Guillaume Sanson (Kartographe), Louis Cordier (Graveur), Le Royaume de France distingué suivant l'Estendue de toutes ses Provinces et ses acquisitions dans l'Espagne, dans l'Italie, dans l'Allemagne et dans les Pays-Bas (Verwaltungskarte bezüglich der Sours des Aides), Paris, H. Jaillot, 1724 (gallica.bnf.fr)